# حيدر الكزبري
حيدر الكزبري (1920 – 1996) هو مقدم سوري شارك في الانقلاب السوري عام 1961 الذي أدى إلى حل الجمهورية العربية المتحدة. عرضت عليه المملكة العربية السعودية في وقتٍ ما أن يكون قائدًا عامًا للجيش السعودي، إلا أنه رفض العرض. وكان في وقت من الأوقات صديقاً جيداً للملك عبد الله ملك المملكة العربية السعودية.[بحاجة لمصدر]

## ولادتة وتحصيله
حيدر الكزبري تواليد دمشق في حي الشاغور(1338هـ ـ1920م) ومن أسرة معروفة ودرس في مدارسها وبعد التحق بالكلية الحربية اثناء الانتداب الفرنسي على سوريا وتتدرج بالرتب العسكرية كا المعتاد. ولم يشارك في اي انقلابات جرت في البلاد.

## عمله ووظائفه
- مسؤول عن شؤون القبائل سنة 1960م.
- قائداً لحرس البادية على الحدود السورية – العراقية.[5]
- احد قادة انقلاب الانفصال بين سوريا ومصر.[6][7][8]

## وفاتة
توفي بدمشق عن عمر ناهز 76 عاماً سنة 1996.